# Phytobia lanei
Phytobia lanei este o specie de muște din genul Phytobia, familia Agromyzidae, descrisă de Spencer în anul 1966. Conform Catalogue of Life specia Phytobia lanei nu are subspecii cunoscute.